# Bo Kanda Lita Baehre
Bo Kanda Lita Baehre (Düsseldorf, 29 aprile 1999) è un astista tedesco.

## Biografia
È figlio di padre congolese e madre tedesca. È cugino del calciatore britannico Leroy Lita.

## Palmarès
| Anno | Manifestazione  | Sede      | Evento           | Risultato | Prestazione | Note |
| ---- | --------------- | --------- | ---------------- | --------- | ----------- | ---- |
| 2016 | Europei U18     | Tbilisi   | Salto con l'asta | Argento   | 5,30 m      |      |
| 2017 | Europei U20     | Grosseto  | Salto con l'asta | Argento   | 5,45 m      |      |
| 2018 | Mondiali U20    | Tampere   | Salto con l'asta | 4º        | 5,50 m      |      |
| 2018 | Europei         | Berlino   | Salto con l'asta | 15º (q)   | 5,51 m      |      |
| 2019 | Europei indoor  | Glasgow   | Salto con l'asta | 7º        | 5,55 m      |      |
| 2019 | Europei U23     | Gävle     | Salto con l'asta | Oro       | 5,65 m      |      |
| 2019 | Mondiali        | Doha      | Salto con l'asta | 4º        | 5,70 m      |      |
| 2021 | Europei indoor  | Toruń     | Salto con l'asta | Finale    | nm          |      |
| 2021 | Giochi olimpici | Tokyo     | Salto con l'asta | 11º       | 5,70 m      |      |
| 2022 | Mondiali        | Eugene    | Salto con l'asta | 7º        | 5,87 m      |      |
| 2022 | Europei         | Monaco    | Salto con l'asta | Argento   | 5,85 m      |      |
| 2023 | Europei indoor  | Istanbul  | Salto con l'asta | 9º        | 5,40 m      |      |
| 2024 | Europei         | Roma      | Salto con l'asta | 14º (q)   | 5,45 m      |      |
| 2024 | Giochi olimpici | Parigi    | Salto con l'asta | 9º        | 5,70 m      |      |
| 2025 | Europei indoor  | Apeldoorn | Salto con l'asta | 7º        | 5,70 m      |      |
| 2025 | Mondiali indoor | Nanchino  | Salto con l'asta | 8º        | 5,50 m      |      |

## Altre competizioni internazionali
2015
- Oro al Festival olimpico della gioventù europea ( Tbilisi), salto con l'asta - 4,92 m